# Résultats électoraux de Vitry-sur-Seine

## Résultats électoraux

### Élections présidentielles
Au cours des quatre dernières élections présidentielles, le candidat du parti socialiste est à chaque fois arrivé en tête des suffrages à Vitry-sur-Seine lors du premier et du second tour, hormis en 2002 où le second tour a vu s'affronter Jacques Chirac et Jean-Marie Le Pen. Les candidats communistes  (Front de gauche ou Parti communiste français) obtiennent lors de chacune de ces élections des scores très élevés par rapport aux résultats départementaux et nationaux.

### Élections législatives
Luc Carvounas (Parti socialiste) est député de la neuvième circonscription du Val-de-Marne de 2017 à aujourd'hui, succédant à René Rouquet (Parti socialiste) député de 1981 à 1986 et de 1988 à 2017 et à Joseph Franceschi (Parti socialiste) député de 1973 à 1981 et de 1986 à 1988. Cette circonscription regroupe les cantons d'Alfortville-Nord, d'Alfortville-Sud, de Vitry-sur-Seine-Est et de Vitry-sur-Seine-Ouest.
Mathilde Panot (La France insoumise)  est députée de la dixième circonscription du Val-de-Marne depuis 2017, succédant à Jean-Luc Laurent (Mouvement républicain et citoyen) député de 2012 à 2017, Pierre Gosnat (Parti communiste français) député de 2007 à 2012 et Jean-Claude Lefort (Parti communiste français) député de 1988 à 2007. Cette circonscription regroupe les cantons d'Ivry-sur-Seine-Est, d'Ivry-sur-Seine-Ouest, du Kremlin-Bicêtre et de Vitry-sur-Seine-Nord.

### Élections européennes
Comme dans le reste de la France, la participation électorale est faible à Vitry, atteignant 31,25 % lors des élections de 2014.

### Élections régionales
Lors des dernières élections régionales, les listes de gauche sont arrivées largement en tête, et la liste de rassemblement du deuxième tour obtient 58,68 %. La participation électorale est assez faible comparée à la moyenne régionale, avec 36,06 % au premier tour et 44,74 % au second tour.

### Élections départementales
Elles ont remplacé les élections cantonales en 2015. 

### Élections cantonales
Lors des élections cantonales de 2008, les trois cantons de Vitry-sur-Seine ont été gagnés par des candidats communistes, avec une participation électorale autour de 45 % au premier tour. Le Parti communiste français dirige ces trois cantons depuis leur création, en 1967 pour Vitry-sur-Seine-Est et Vitry-sur-Seine-Ouest, et en 1984 pour Vitry-sur-Seine-Nord.

### Élections municipales

#### Élections municipales de 2020
- Maire sortant : Jean-Claude Kennedy (PCF)

| Tête de liste                                            | Tête de liste            | Liste                    | Premier tour | Premier tour | Second tour | Second tour | Sièges | Sièges |
| Tête de liste                                            | Tête de liste            | Liste                    | Voix         | %            | Voix        | %           | CM     | CMGP   |
| -------------------------------------------------------- | ------------------------ | ------------------------ | ------------ | ------------ | ----------- | ----------- | ------ | ------ |
|                                                          | Jean-Claude Kennedy      | PCF-PS-EÉLV              | 5 359        | 46,00        | 4 991       | 49,86       | 40     | 2      |
| Vitry rassemblés                                         |                          |                          | 5 359        | 46,00        | 4 991       | 49,86       | 40     | 2      |
|                                                          | Frédéric Bourdon         | ECO-DVG                  | 2 211        | 18,97        | 2 610       | 26,07       | 7      | 0      |
| Changeons Vitry en mieux                                 |                          |                          | 2 211        | 18,97        | 2 610       | 26,07       | 7      | 0      |
|                                                          | Alain Afflatet           | LR-UDI-SL-MR             | 1 898        | 16,29        | 2 408       | 24,05       | 6      | 0      |
| Vitry à venir                                            |                          |                          | 1 898        | 16,29        | 2 408       | 24,05       | 6      | 0      |
|                                                          | Kamale Sobhi             | LREM-MoDem-PRG-Agir      | 1 118        | 9,59         |             |             |        |        |
| Vitry c'est vous                                         |                          |                          | 1 118        | 9,59         |             |             |        |        |
|                                                          | Christophe Jaubert       | DVC                      | 530          | 4,54         |             |             |        |        |
| Vitry en action                                          |                          |                          | 530          | 4,54         |             |             |        |        |
|                                                          | Lionel Kahan             | UPR                      | 318          | 2,72         |             |             |        |        |
| L'union des vitriots pour rétablir la démocratie         |                          |                          | 318          | 2,72         |             |             |        |        |
|                                                          | Sandrine Ruchot          | LO                       | 216          | 1,85         |             |             |        |        |
| Lutte ouvrière - Faire entendre le camp des travailleurs |                          |                          | 216          | 1,85         |             |             |        |        |
|                                                          |                          |                          |              |              |             |             |        |        |
| Votes valides                                            | Votes valides            | Votes valides            | 11 650       | 95,95        | 10 009      | 96,73       |        |        |
| Votes blancs                                             | Votes blancs             | Votes blancs             | 163          | 1,34         | 155         | 1,50        |        |        |
| Votes nuls                                               | Votes nuls               | Votes nuls               | 329          | 2,71         | 183         | 1,77        |        |        |
| Total                                                    | Total                    | Total                    | 12 142       | 100          | 10 347      | 100         | 53     | 2      |
| Abstention                                               | Abstention               | Abstention               | 33 497       | 73,40        | 35 418      | 77,39       |        |        |
| Inscrits / participation                                 | Inscrits / participation | Inscrits / participation | 45 639       | 26,60        | 45 765      | 22,65       |        |        |

Les élections municipales de 2020 ont été marquées par la crise sanitaire de la pandémie de Covid-19 en France.

#### Élections municipales de 2014
- Maire sortant : Alain Audoubert (FG-PCF)
- 53 sièges à pourvoir au conseil municipal (population légale 2011 : 86 375 habitants)
- 26 sièges à pourvoir au conseil communautaire (Communauté d'agglomération Seine Amont)

| Tête de liste            | Tête de liste      | Liste          | Premier tour | Premier tour | Second tour | Second tour | Sièges | Sièges |
| Tête de liste            | Tête de liste      | Liste          | Voix         | %            | Voix        | %           | CM     | CC     |
| ------------------------ | ------------------ | -------------- | ------------ | ------------ | ----------- | ----------- | ------ | ------ |
|                          | Alain Audoubert *  | PCF-PS         | 8 430        | 44,57        | 9 228       | 47,46       | 40     | 20     |
|                          | Alain Afflatet     | UMP-UDI        | 3 553        | 18,78        | 4 241       | 21,81       | 6      | 3      |
|                          | Jacques Perreux    | EELV           | 3 053        | 16,14        | 3 366       | 17,31       | 4      | 2      |
|                          | François Paradol   | FN             | 2 634        | 13,92        | 2 607       | 13,40       | 3      | 1      |
|                          | Bertrand Potier    | DVG            | 812          | 4,29         |             |             |        |        |
|                          | Sandrine Ruchot    | LO             | 256          | 1,35         |             |             |        |        |
|                          | Caroline Tacchella | POI            | 173          | 0,91         |             |             |        |        |
|                          |                    |                |              |              |             |             |        |        |
| Inscrits                 | Inscrits           | Inscrits       | 46 492       | 100,00       | 46 491      | 100,00      |        |        |
| Abstentions              | Abstentions        | Abstentions    | 26 891       | 57,84        | 26 383      | 56,75       |        |        |
| Votants                  | Votants            | Votants        | 19 601       | 42,16        | 20 108      | 43,25       |        |        |
| Blancs et nuls           | Blancs et nuls     | Blancs et nuls | 690          | 3,52         | 666         | 3,31        |        |        |
| Exprimés                 | Exprimés           | Exprimés       | 18 911       | 96,48        | 19 442      | 96,69       |        |        |
| * Liste du maire sortant |                    |                |              |              |             |             |        |        |

Lors des élections municipales 2014, les taux de participation furent faibles avec seulement 40,68 % de votants pour le premier tour et 41,82 % de votants pour le second tour.

#### Élections municipales de 2008
Lors des élections municipales de mars 2008, le taux de participation pour le premier tour fut faible avec seulement 47,5 % de votants. Sur les 44 849 inscrits sur listes électorales, 21 319 Vitriots ont voté et 20 518 électeurs se sont exprimés.
- Premier tour

| Candidat | Candidat          | Liste                                                           | Nombre de voix | Résultats | Résultats |
|          | Alain Audoubert   | Ensemble Vitry Solidaire et Dynamique Parti communiste français | 8 552          | 41,68 %   | Ball.     |
|          | Jean-Marc Bourjac | Redonnons des Couleurs à Vitry Parti socialiste                 | 4 899          | 23,88 %   | Ball.     |
|          | Emmanuel Njoh     | Agir Ensemble pour Vitry Union pour un mouvement populaire      | 1 871          | 9,12 %    |           |
|          | Jean-Marc Aubert  | Vitry Renouveau                                                 | 1 585          | 7,72 %    |           |
|          | Fernand Saal      | Changer la Ville Liste divers droite                            | 1 068          | 5,21 %    |           |
|          | Bernard Galin     | LCR Vitry - 100 % à Gauche Ligue communiste révolutionnaire     | 1 014          | 4,94 %    |           |
|          | Jamel Benjemia    | Avec le MODEM Centrons-Nous Sur Vitry Mouvement Démocrate       | 952            | 4,64 %    |           |
|          | Martine Débat     | Défense Sécurité Sociale Droits des Citoyens                    | 352            | 1,72 %    |           |
|          | Binkira Mougnol   | Vitry c'est Nous Liste divers gauche                            | 225            | 1,10 %    |           |

- Deuxième tour

Au deuxième tour, Alain Audoubert, tête d'une liste de rassemblement, a recueilli 100 % des suffrages exprimés.